# Jean d’Orléans-Longueville
Jean d’Orléans-Longueville (ur. w 1484 w Parthenay, zm. 24 września 1533 w Tarascon) – francuski kardynał.

## Życiorys
Urodził się w 1484 roku w Parthenay, jako syn François d'Orleans i Agnès de Savoie. Pobierał nauki od Ludwika XII, a następnie został klerykiem w Chartres. 29 listopada 1503 roku został arcybiskupem Tuluzy, a 26 kwietnia 1517 roku przyjął sakrę. Cztery lata później został przeniesiony do diecezji Orleanu. 3 marca 1533 roku został kreowany kardynałem prezbiterem i otrzymał kościół tytularny Santi Silvestro e Martino ai Monti. Zmarł 24 września 1533 roku w Tarascon.